# Smittina muliebris
Smittina muliebris is een mosdiertjessoort uit de familie van de Smittinidae. De wetenschappelijke naam van de soort is voor het eerst geldig gepubliceerd in 1962 door Kluge.